# Bezahlring

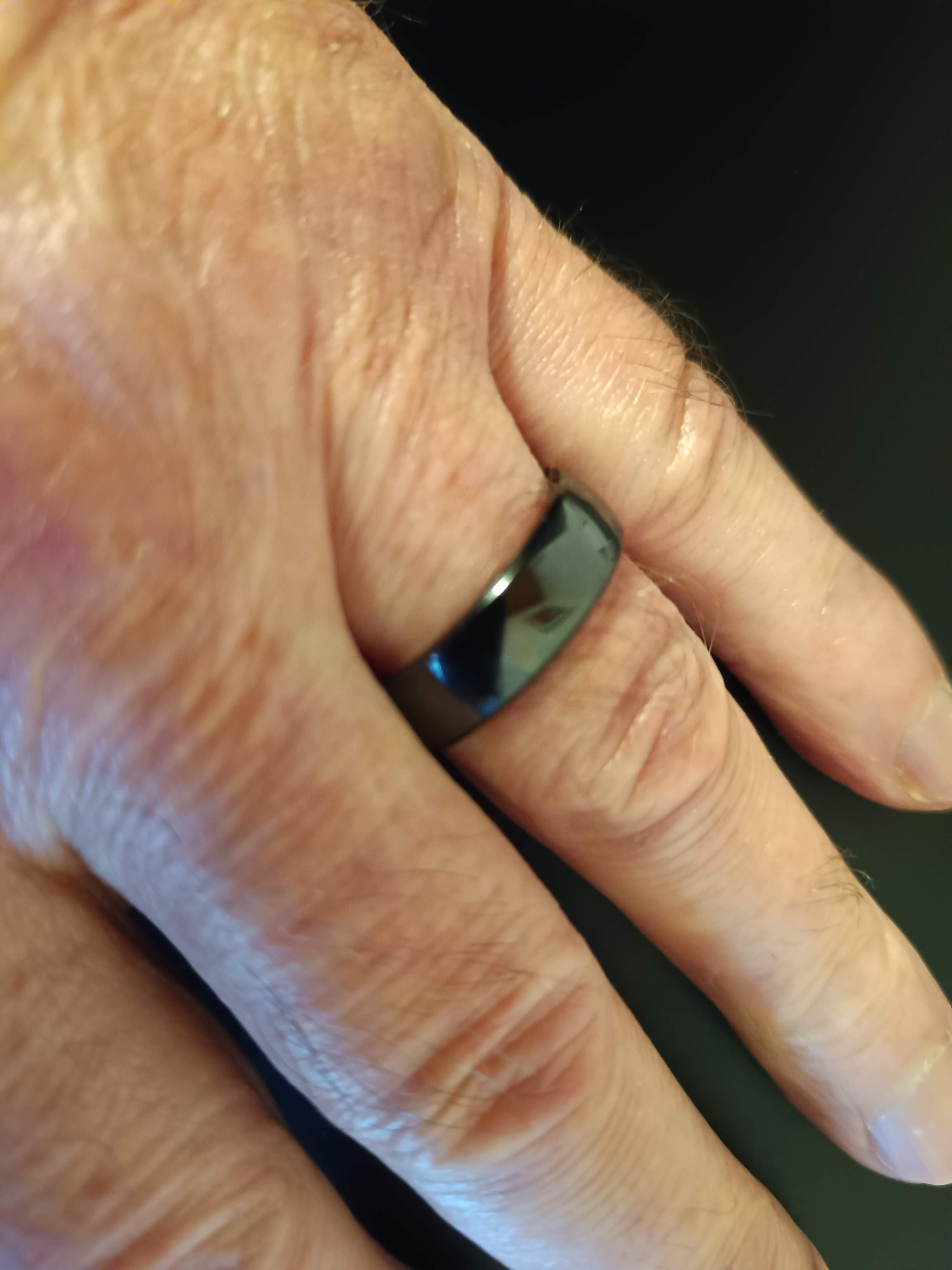
Bezahlring Pagopace Keramik

Ein Bezahlring wird an einem Finger getragen und kann zum kontaktlosen Bezahlen an einem POS-Terminal (bargeldlose Verkaufsstelle) verwendet werden. Dies wird durch einen eingebauten Chip möglich. Dieser kann, wie bei einer Kreditkarte, über Near Field Communication (NFC) mit dem Terminal kommunizieren und dadurch den Bezahlvorgang abwickeln. Der Bezahlring benötigt dabei weder Batterien noch ein Smartphone, sondern authentifiziert sich unmittelbar am Bezahlterminal.
Der weltweit erste Ring mit NFC-Technologie wurde im Jahr 2013 durch die britische Firma McLear auf den Markt gebracht. Zunächst wurde dieser Ring nur zum Öffnen von Türen und Entsperren von Smartphones entwickelt.
Die Firma Infineon entwickelte einen NFC-Chip der den internationalen EMV-Standard unterstützt. In Kooperation mit dem US-amerikanischen Unternehmen NFC Ring wurde im August 2016 der weltweit erste NFC-Bezahlring vorgestellt, der an EMV-fähigen Lesegeräten zum Bezahlen verwendet werden kann. Das Unternehmen Visa stellte bei den Olympischen Sommerspielen 2016  in Rio de Janeiro einen NFC-Bezahlring vor, mit dem 60 Athleten ausgestattet wurden.
2021 brachte das schwedische Unternehmen TapsterInc ebenfalls einen Bezahlring mit NFC-Technologie auf den Markt. Ebenfalls seit 2021 sind Bezahlringe des Kölner Start-up-Unternehmens Pagopace auf dem Markt.
Die Bezahlringe können bei entsprechender Konfiguration auch zum Öffnen, Starten und Verriegeln von Elektrofahrzeugen der Marke Tesla verwendet werden.